# Sun-cse kínai császár
Sun-cse (順治帝; 1638. március 15. – 1661. február 5.) kínai császár 1644-től haláláig, a Csing-dinasztia első császára.
Huang Taj-csi mandzsu fejedelem legkisebb gyermekeként született Fu Lin néven, és édesapját követte 1643-ban mandzsu fejedelemként. Kezdetben nagybátyja, Dorgon herceg (1612–1650) kormányzott helyette. Dorgon vezetésvel a mandzsu csapatok 1644-ben behatoltak Kínában, és elfoglalták magát Pekinget. Fu Lint Kína császárává kiáltották ki Sun-cse néven. (Az utolsó Ming-dinasztiabeli császár, Ming Csung-csen öngyilkos lett.) 1650-ig a tényleges hatalmat Dorgon gyakorolta. Egész Kína meghódítása sokáig tartott, az utolsó Ming-híveket csak 1659-ben sikerült kiűzni Dél-Kínából Tajvan szigetére.
Sun-cse jó kapcsolatot ápolt a német jezsuita misszionáriussal, Johann Adam Schall von Bellel, akit Mafának ('nagyapának') nevezett: gyakran kért tanácsot tőle, engedélyezte neki, hogy katolikus templomot építsen Pekingben, és időnként ő maga is részt vett a szertartásokon. Bár Schall megmaradt bizalmas tanácsadójának, 1657 után a császár egyre inkább a zen buddhizmus felé fordult. A jóindulatú Sun-cset erősen befolyásolták a buddhista papok, és az udvari eunuchok. Legemlékezetesebb tetteként növelte a kínai hivatalnokok számát a mandzsu közigazgatásban.
A császár fiatalon, 1661-ben hunyt el. Alig 23 éves volt, és a legendák szerint a halálának kihirdetett időpontban nem is hunyt el, hanem – kedvenc hitvesének halála miatt – egy buddhista kolostorba vonult vissza. Kína császári trónján 7 éves fia, Kang-hszi követte.

## Lásd még
- A Csing-dinasztia családfája

| Előző uralkodó: Ming Csung-csen | Kínai császár 1644 – 1661 | Következő uralkodó: Kang-hszi |